# Чумацьке (Покровський район)
Чумацьке — селище Покровської міської громади Покровського району Донецької області, в Україні. У селі мешкає 193 людей.

## Історія
10 квітня 2024 року Комітет Верховної Ради України з питань організації державної влади, місцевого самоврядування, регіонального розвитку та містобудування підтримав перейменування селища на Щедрик.

## Загальні відомості
Відстань до райцентру становить близько 28 км і проходить автошляхом Т 0515.

## Населення
За даними перепису 2001 року населення селища становило 193 особи, з них 88,6 % зазначили рідною мову українську, 11,4 % — російську.